# Rudolf Erich Raspe
Rudolf Erich Raspe, född i mars 1736 i Hannover, död 16 november 1794 på Muckross House nära Killarney i County Kerry, Irland, var en tysk författare som bland annat nedtecknat historierna om Baron Münchhausens märkvärdiga resor och äfventyr till lands och vatten. 
Mycket av materialet i boken om Münchhausens äventyr hade Raspe hört av den verklige baron von Münchhausen, som levde i Hannover på 1700-talet och var förtjust i att hitta på skrönor som hade som ambition att roa snarare än att bli trodda.